# Bulbasaur
Bulbasaur (Japans: フシギダネ/Fushigidane) is een dual-type Gras/Gif Pokémon geïntroduceerd in de eerste generatie van de Pokémon-spellen. Vanaf level 16 evolueert Bulbasaur tot Ivysaur, die vanaf level 32 evolueert tot Venusaur. Samen met Charmander en Squirtle is Bulbasaur een van de drie Eerste-Parter (starter) Pokémon uit Kanto beschikbaar aan het begin van Pokémon Red, Green, Blue, FireRed en LeafGreen.

## Uiterlijk
Bulbasaur is een kleine, viervoetige Pokémon met blauw-groene huid met donkergroene vlekken. Bulbasaurs hebben rode ogen met witte pupillen en witte sclera. Ze hebben ook puntige, structuren op de top van hun hoofd die lijken op oren of hoorns. De snuit van een Bulbasaur is kort en stomp, en ze hebben een brede mond. Een paar kleine, puntige tanden zijn zichtbaar in de bovenkaak wanneer de mond geopend is. Elk van een Bulbsaurs dikke poten eindigt met drie scherpe klauwen. Op de rug zit een grote plantenbol, deze is gegroeid uit een zaad die er bij de geboorte opgeplant werdt. De bol geeft energie door middel van fotosynthese, daarnaast zitten er voedselrijke zaden in de bol.

## Etymologie
Bulbasaurs naam komt van "Bulb" (Engels voor bloembol), van de bloembol op de rug van de soort, en "Saur", het achtervoegsel dat voorkomt in de namen van dinosauriërs, omdat Bulbasaur en de evoluties wat weg hebben van dinosaurussen.

## Gebruik in het spel
Net zoals bijna alle andere Pokémon start Bulbasaur met een aantal basisaanvallen zoals "Tackle". Vanaf level 7 zal de Pokémon beginnen met het leren van Gras-aanvallen zoals "Roede" (Vine Whip). Ook kan Bulbasaur diverse andere aanvallen leren door middel van TM's (Technische Machines) en HM's (Verborgen Machines). Bulbasaur is een nuttige Pokémon aan het begin van de Kanto spellen, omdat bij de eerste Gyms het Gras-type goed van pas komt, en er op dat punt van het spel nog geen andere Gras-type Pokémon beschikbaar zijn. Deze eigenschap is later in spel minder van belang.

## Anime verschijningen

### Ash's Bulbasaur
Ash's Bulbasaur debuteerde in "Bulbasaur en de Verborgen Stad" als een van de Pokémon in de Verborgen Stad. Hoewel aanvankelijk op zijn hoede voor Ash, kwamen de twee uiteindelijk tot elkaar en daagde Bulbasaur Ash uit tot een gevecht. Met behulp van Pikachu won Ash het gevecht en ving Bulbasaur. In tegenstelling tot Charmander en Squirtle, die werden gevangen in de twee afleveringen na die van Bulbasaur, bleef Bulbasaur veel langer op het team van Ash, tot "Bulbasaur... de Ambassadeur!", waarna Ash hem naar Professor Oak's laboratorium stuurde om te werken als een ambassadeur tussen argumentatieve groepen Pokémon.

### May's Bulbasaur
Veel later, toen Ash op reis was in de Hoenn regio, ving zijn metgezel May haar eigen Bulbasaur na gescheiden van de groep te zijn in "Gedonder met Gras Pokémon". Deze Bulbasaur bleef met haar gedurende de rest van haar reis door Hoenn, hielp haar om de Purika wedstrijd te winnen en een plaats in de Top 8 in het regionale Grand Festival. Toen ze naar Kanto reisde om haar reis voort te zetten met Ash in "Part-time bij Mr. Mime!", liet May ook haar Bulbasaur achter bij Professor Oak's laboratorium om te leren van Ash terwijl zij, Ash, Max en Brock reisde in de Kanto regio. May haalde haar op tijdens haar reizen in Johto, waar deze evolueerde tot een Venusaur.

### Shauna's Bulbasaur
De starter Pokémon van Shauna is een Bulbasaur die ze kreeg van Professor Sycamore. Deze Bulbasaur verscheen voor het eerst in "Een zomer vol ontdekkingen!". Van Shauna's Bulbasaur werd bekend gemaakt dat het was geëvolueerd in een Ivysaur in "Inspiratie voor het koppelteamgevecht!".

## Ruilkaartenspel
Er bestaan 26 verschillende standaard Bulbasaur-kaarten sinds deze debuteerde in de basisset van het Pokémon Ruilkaartenspel. Alle Bulbasaur kaarten zijn Gras-type Basis Pokémon. Naast de standaardkaarten is er ook een Erika's Bulbasaur-kaart. Deze Bulbasaur is van Gymleider Erika.